# Вуд, Анна (жертва гипонатриемии)
Анна Виктория Вуд (англ. Anna Victoria Wood; 27 мая 1980, Голд-Кост — 24 октября 1995) — девочка-подросток из Австралии, впавшая в кому 21 октября 1995 года и затем умершая из-за водной интоксикации после приёма таблетки экстази на рейв-вечеринке в Сиднее. Изначально считалось, что Анна умерла из-за загрязнений в таблетке, но позднее было установлено, что причиной смерти являлся отёк мозга, последовавший за гипонатриемией в результате использования MDMA.
Смерть Анны Вуд была широко освещена в СМИ Австралии и привела к дискуссии по поводу употребления наркотиков подростками и ужесточению правил организации танцевальных клубов и вечеринок.

## Последствия
Кампания в Австралии после смерти Анны Вуд (несколько десятков публикаций в крупнейших СМИ страны) была сосредоточена на критике рейв-движения и танцевальных клубов, которые представлялись прессой как рассадники наркомании и преступности. Один из противников кампании, организатор танцевальных вечеринок Тони Папворт (англ. Tony Papworth) высказался по этому поводу так: «Чего люди не понимают, так это того, что закрытие танцевальных вечеринок не решит проблемы наркотиков — в те выходные, когда умерла Анна Вуд, от алкоголя умерли шесть тинейджеров» («англ. What people fail to understand is that closing down dance parties is not going to solve the drug problem - the weekend that Anna Wood died, six teenagers died as a result of alcohol»). Результатом кампании стало принятие новых, более жёстких правил организации танцевальных клубов.